# Szmaragdzik indygowy
Szmaragdzik indygowy (Saucerottia cyanifrons) – gatunek małego ptaka z rodziny kolibrowatych (Trochilidae). Występuje endemicznie w Kolumbii. Dwa podgatunki są odrębnie klasyfikowane przez IUCN: jeden uznany jest za gatunek najmniejszej troski, drugi – znany wyłącznie z holotypu pozyskanego w Kostaryce – za gatunek krytycznie zagrożony, prawdopodobnie wymarły.

## Taksonomia
Po raz pierwszy gatunek opisał francuski przyrodnik Jules Bourcier w 1843. Holotyp pochodził z Ibagué na terenie dzisiejszej Kolumbii (ówcześnie w Republice Nowej Granady). Autor nadał nowemu gatunkowi nazwę Trochilus cyanifrons. Obecnie (2025) Międzynarodowy Komitet Ornitologiczny (IOC) umieszcza szmaragdzika indygowego w rodzaju Saucerottia. Nie wyróżnia podgatunków.
Niektórzy autorzy za oddzielny podgatunek uznają szmaragdzika kraterowego (S. (c.) alfaroana Underwood, 1896), inni traktują go jako odrębny gatunek, na przykład w Handbook of the Birds of the World, z kolei IOC uznaje go za takson wątpliwy. Holotyp pozyskano 10 września 1895 na zboczu wulkanu Miravalles w Cordillera de Guanacaste w Kostaryce na wysokości 450–600 m n.p.m. Guy M. Kirwan i Nigel J. Collar wykazali, że pomiędzy jedynym okazem szmaragdzika kraterowego a szmaragdzikiem indygowym występują różnice na tyle istotne, by móc uznać je za odrębne gatunki. Nie znaleziono cech świadczących o tym, by szmaragdzik kraterowy był hybrydą.

## Morfologia
Długość ciała wynosi 7–10 cm, masa ciała około 5 g. Wymiary szczegółowe dla 11 osobników (płeć nieznana): długość skrzydła 53,5–57,0 mm, długość dzioba 19,2–21,5 mm, długość ogona 27–32 mm. Ciemię głęboko niebieskie w kolorze (indygo). Dziób prosty, średniej długości, czarniawy, na około ⅓ długości od nasady czerwony. Wierzch ciała zielony, opalizujący, kuper miedzianobrązowy. Spód ciała zielony, migoczący. Sterówki niebieskoczarne. Samica ubarwiona podobnie jak samiec, jednak bardziej matowa.

## Zasięg występowania
Ptaki podgatunku nominatywnego występują w północnej i centralnej Kolumbii – w departamencie Norte de Santander, w dolinie rzeki Magdalena i departamencie Valle del Cauca. Zamieszkują głównie zachodnie zbocza wschodnich części Andów.

## Ekologia, zachowanie, lęgi
Środowiskiem życia szmaragdzików indygowych są skraje wilgotnych subtropikalnych lasów i suchsze, otwarte tereny porośnięte krzewami. Odnotowywane były na wysokości 400–2000 m n.p.m. Jedno przypadkowe stwierdzenie miało miejsce na poziomie morza. Większość obserwacji miała miejsce na wysokości 1000–2000 m n.p.m. Są to stosunkowo terytorialne i zaczepne ptaki, można obserwować je podczas potyczek w koronach kwitnących drzew. Występują również na plantacjach i w ogrodach, gdzie żerują na wysokości 4–8 m nad podłożem. Na początku XXI wieku wymagania środowiskowe szmaragdzików indygowych były słabo poznane. Kolibry te żywią się nektarem i niewielkimi stawonogami. Aktywność gonad u badanych okazów wskazuje na okres lęgowy trwający od kwietnia do czerwca. Budowę gniazda obserwowano do sierpnia.

## Status i zagrożenia
Międzynarodowa Unia Ochrony Przyrody (IUCN) w 2017 sklasyfikowała szmaragdzika indygowego jako gatunek najmniejszej troski (LC, Least Concern). Szmaragdzik kraterowy jest klasyfikowany osobno i w 2017 otrzymał rangę gatunku krytycznie zagrożonego wyginięciem (CR, Critically Endangered). Najprawdopodobniej wymarł.